# 協栄生命保険
協栄生命保険株式会社（きょうえいせいめいほけん）は、かつて存在した日本の生命保険会社。自衛隊員や学校教職員を主な顧客基盤としていた。
バブル景気に高利回りの長期運用商品を販売した結果逆ザヤが累積し、2000年（平成12年）10月20日に経営破綻。負債総額は4兆5,297億円となり、第二次世界大戦後最大の倒産となった。
破綻後は、プルデンシャル・ファイナンシャルグループがスポンサーとして更生計画を策定し、現在はジブラルタ生命保険が契約を引き継ぎ業務を行っている。

## 沿革
1933年（昭和8年）、生命保険協会が「弱體(体)保險(険)資料調査報告書」を発し、各会社が販売した弱体保険を再保険する弱体再保険会社を創設する構想を練った。1934年（昭和9年）春に設立委員会、11月に矢野恒太を座長とする設立準備委員会が発足した。1935年（昭和10年）、弘世助太郎を委員長とする創立委員会は、資本金100万円、日本生命常務取締役の田中弟稲を社長に任命し「協榮生命保險再保險株式會社」の設立を決定、12月3日に創立総会を開いて発足した。1936年（昭和11年）1月、東京・丸の内の丸ノ内八重洲ビル4階に30坪の事務所を借り、10人足らずの従業員で出発した。
業績は1940年（昭和15年）ごろから向上しはじめ、また1941年（昭和16年）から始まった太平洋戦争で同じ階に本社があったマニュファクチャラース社など米英系企業4社の敵産管理を行い、12,000件、契約高5,200万円、資産3,000万円弱の保険契約を引き受けることとなった。1942年（昭和17年）当時では契約高6,342万円、再保険料86万円の規模の会社となった。1943年（昭和18年）には日本生命の希望で高額の再保険の販売を開始、戦時下のインフレーションにより高額契約が急増することとなる。しかし1945年（昭和20年）、国策により「生命保険中央会」が設立され、吸収された。
終戦後、閉鎖機関に指定されて解散する生命保険中央会の保有契約の引き受けと残務処理機関として新会社を設立する必要があった。そこで、協栄生命の設立に関わり、設立後にアクチュアリーとして働いていた川井三郎が中心となって、会社の再建に奔走。敵産管理していたカナダのサンライフ社 (Sun Life Financial) の支配人から、引き続き契約を委託させたいとの申し出もあり、GHQからの承認を取り付けた。創立の条件として、名称を「協栄生命保険」とすること、株式会社とすること、再保険の専売を認めないこと、が付けられた。1947年（昭和22年）5月5日、創立総会を行い「協栄生命保険株式会社」が発足した。川井はレッドパージを受けていた朝日生命社長の藤川博が朝日生命に復帰できなかった場合に社長に迎えようと、社長を空席として川井が専務取締役となっていた。しかし、藤川が朝日生命に戻ったため、同じく社長を空席として専務に就いていた三井生命の井上八三と申し合わせて、1948年（昭和23年）11月に社長に就任した。会社は、日本橋芳町（現在の日本橋人形町）の延べ50坪のビルを事務所として社員21人で再出発した。その後、1948年（昭和23年）5月に呉服橋に移転し、その後に日本橋本石町の中央区立常盤小学校の隣地100坪に2階建ての本社社屋を建設した。1950年（昭和25年）には世田谷区等々力に別館を設置した。
関係企業も資金力も乏しい協栄生命は団体保険に参入できずにいたが、1950年（昭和25年）に設置された警察予備隊の死亡保険に参入。後に、自衛隊保険として協栄生命の大きな顧客となっていくこととなる。1958年（昭和33年）で、支社32、内勤職員690人、外勤職員3,000人、契約高1,450億円、資産37億円の企業に成長した。1963年には本社社屋を9階建てに改築、その後も支社を続々と改築した。
1969年（昭和44年）には、ブラジルに「ブラジル協栄生命」を設立。1971年、前年から副社長に就いていた大蔵省出身の亀徳正之が社長に就任し、川井は会長となった。1972年（昭和47年）の沖縄返還時には、1967年から再保険契約を結んでいた沖縄生命保険の保険契約承継と希望する社員の受け入れを行って事実上併合した。

## 年表
- 1935年（昭和10年）12月3日 - 「協榮生命保險再保險株式會社」として発足。
- 1945年（昭和20年） - 生命保険中央会に吸収。
- 1947年（昭和22年）5月5日 - 「協栄生命保険株式会社」として再発足。
- 1972年（昭和47年）7月 - 沖縄生命保険を事実上合併。
- 2000年（平成12年）10月20日 - 東京地裁に更生特例法を適用申請し破綻。